# Aloe davyana
Aloe davyana é uma espécie de liliopsida do gênero Aloe, pertencente à família Asphodelaceae.